# World Heavyweight Championship (WWE 2023)

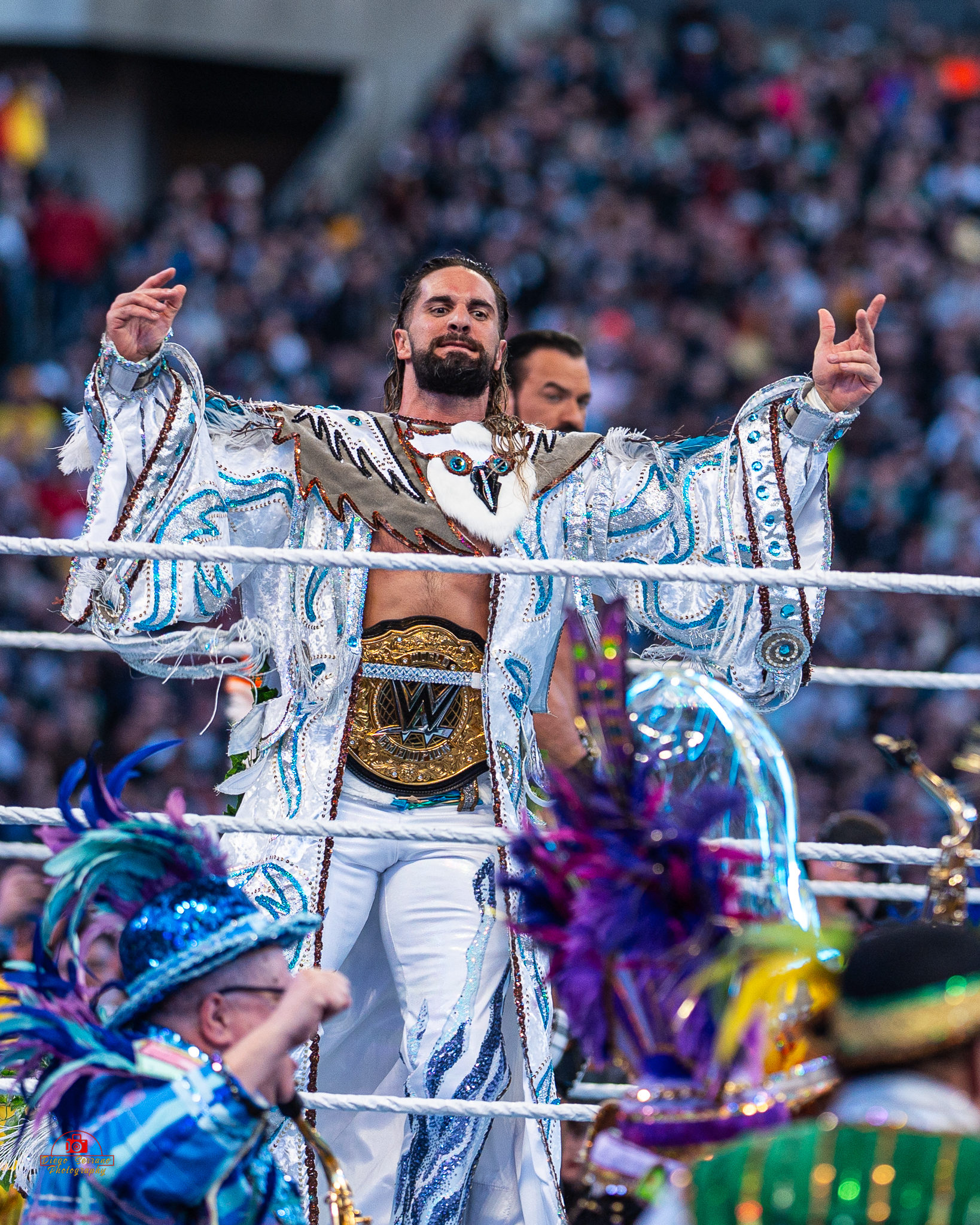
L'attuale campione Seth Rollins, con la cintura

Il World Heavyweight Championship è un titolo mondiale di wrestling di proprietà della WWE, ed esclusivo del roster di Raw, ed è detenuto da Seth Rollins dal 2 agosto 2025.
Questa cintura non segue l'albo d'oro dell'omonimo titolo attivo tra il 2002 e il 2013, ma viene considerato un titolo nuovo.

## Storia
La WWE introdusse il World Heavyweight Championship il 24 aprile 2023, quando Triple H presentò la nuova cintura a Raw; la motivazione fu dettata dal fatto che i due titoli massimi della federazione, il WWE Championship e lo Universal Championship, erano entrambi detenuti da Roman Reigns (che dopo aver battuto l'allora campione WWE Brock Lesnar a WrestleMania 38 unificò le due cinture), pertanto si decise di creare il nuovo titolo. Ebbe così inizio il torneo per l'assegnazione del titolo con la finale che si tenne a Night of Champions tra Seth Rollins ed AJ Styles, che fu vinta dal primo.

## Cintura
La cintura ha un design che rende omaggio alla storica Big Gold Belt, utilizzata per il precedente World Heavyweight Championship.
Come la Big Gold Belt, il titolo ha tre grandi placche d'oro su un cinturino in pelle nera. Come per la maggior parte delle altre cinture della WWE, le piastre laterali includono una sezione centrale rotonda rimovibile che può essere sostituita con il logo del campione in carica, mentre le piastre laterali presentano un logo WWE argento su un globo.
Al centro della piastra centrale c'è un grande globo con sopra il logo della WWE d'argento. Sopra il globo c'è uno stendardo con la scritta "WORLD" in argento con uno stendardo sotto il globo con scritto "CHAMPION", anch'esso in argento. Anche sulla piastra centrale ci sono tre leoni, che rappresentano la famiglia McMahon; c'è un leone su ciascun lato opposto del globo rivolto verso l'esterno mentre il terzo è solo una testa di leone nella parte inferiore della piastra centrale. Nella parte superiore della piastra centrale proprio sopra lo stendardo "WORLD" c'è una corona, la stessa presente sul WWE Championship durante il lungo regno di Bruno Sammartino (durato più di sette anni). Sopra la corona c'è un'aquila, che è un omaggio alle varie cinture WWE che includevano un'aquila fino al 2013, in particolare il design della Winged Eagle (utilizzata tra il 1988 e il 1998). Sono inoltre presenti 60 diamanti per celebrare il sessantesimo anniversario dell'azienda, fondata nell'aprile 1963.

## Torneo per l'assegnazione
|  |                                                                 |                                                                 |                                                                 |  |  |                                                           |                                                           |                                                           |  |  |                                            |                                            |                                            |
|  | Quarti di finale Raw (8 maggio 2023) SmackDown (12 maggio 2023) | Quarti di finale Raw (8 maggio 2023) SmackDown (12 maggio 2023) | Quarti di finale Raw (8 maggio 2023) SmackDown (12 maggio 2023) |  |  | Semifinali Raw (8 maggio 2023) SmackDown (12 maggio 2023) | Semifinali Raw (8 maggio 2023) SmackDown (12 maggio 2023) | Semifinali Raw (8 maggio 2023) SmackDown (12 maggio 2023) |  |  | Finale Night of Champions (27 maggio 2023) | Finale Night of Champions (27 maggio 2023) | Finale Night of Champions (27 maggio 2023) |
|  | Quarti di finale Raw (8 maggio 2023) SmackDown (12 maggio 2023) | Quarti di finale Raw (8 maggio 2023) SmackDown (12 maggio 2023) | Quarti di finale Raw (8 maggio 2023) SmackDown (12 maggio 2023) |  |  | Semifinali Raw (8 maggio 2023) SmackDown (12 maggio 2023) | Semifinali Raw (8 maggio 2023) SmackDown (12 maggio 2023) | Semifinali Raw (8 maggio 2023) SmackDown (12 maggio 2023) |  |  | Finale Night of Champions (27 maggio 2023) | Finale Night of Champions (27 maggio 2023) | Finale Night of Champions (27 maggio 2023) |
|  |                                                                 |                                                                 |                                                                 |  |  |                                                           |                                                           |                                                           |  |  |                                            |                                            |                                            |
|  |                                                                 |                                                                 |                                                                 |  |  |                                                           |                                                           |                                                           |  |  |                                            |                                            |                                            |
|  | Damian Priest                                                   | Damian Priest                                                   | —                                                               |  |  |                                                           |                                                           |                                                           |  |  |                                            |                                            |                                            |
|  | Damian Priest                                                   | Damian Priest                                                   | —                                                               |  |  |                                                           |                                                           |                                                           |  |  |                                            |                                            |                                            |
|  | Seth Rollins                                                    | Seth Rollins                                                    | Pin                                                             |  |  |                                                           |                                                           |                                                           |  |  |                                            |                                            |                                            |
|  | Seth Rollins                                                    | Seth Rollins                                                    | Pin                                                             |  |  |                                                           |                                                           |                                                           |  |  |                                            |                                            |                                            |
|  | Shinsuke Nakamura                                               | Shinsuke Nakamura                                               | 13:25                                                           |  |  | Seth Rollins                                              | Seth Rollins                                              | Pin                                                       |  |  |                                            |                                            |                                            |
|  | Shinsuke Nakamura                                               | Shinsuke Nakamura                                               | 13:25                                                           |  |  | Seth Rollins                                              | Seth Rollins                                              | Pin                                                       |  |  |                                            |                                            |                                            |
|  | Raw                                                             | Raw                                                             | Raw                                                             |  |  | Finn Bálor                                                | Finn Bálor                                                | 13:30                                                     |  |  |                                            |                                            |                                            |
|  | Raw                                                             | Raw                                                             | Raw                                                             |  |  | Finn Bálor                                                | Finn Bálor                                                | 13:30                                                     |  |  |                                            |                                            |                                            |
|  | Cody Rhodes                                                     | Cody Rhodes                                                     | —                                                               |  |  |                                                           |                                                           |                                                           |  |  |                                            |                                            |                                            |
|  | Cody Rhodes                                                     | Cody Rhodes                                                     | —                                                               |  |  |                                                           |                                                           |                                                           |  |  |                                            |                                            |                                            |
|  | Finn Bálor                                                      | Finn Bálor                                                      | Pin                                                             |  |  |                                                           |                                                           |                                                           |  |  |                                            |                                            |                                            |
|  | Finn Bálor                                                      | Finn Bálor                                                      | Pin                                                             |  |  |                                                           |                                                           |                                                           |  |  |                                            |                                            |                                            |
|  | The Miz                                                         | The Miz                                                         | 9:30                                                            |  |  | Seth Rollins                                              | Seth Rollins                                              | Pin                                                       |  |  |                                            |                                            |                                            |
|  | The Miz                                                         | The Miz                                                         | 9:30                                                            |  |  |                                                           | Seth Rollins                                              | Pin                                                       |  |  |                                            |                                            |                                            |
|  |                                                                 |                                                                 |                                                                 |  |  | AJ Styles                                                 | AJ Styles                                                 | 20:40                                                     |  |  |                                            |                                            |                                            |
|  |                                                                 |                                                                 |                                                                 |  |  | AJ Styles                                                 | AJ Styles                                                 | 20:40                                                     |  |  |                                            |                                            |                                            |
|  | AJ Styles                                                       | AJ Styles                                                       | Pin                                                             |  |  |                                                           |                                                           |                                                           |  |  |                                            |                                            |                                            |
|  | AJ Styles                                                       | AJ Styles                                                       | Pin                                                             |  |  |                                                           |                                                           |                                                           |  |  |                                            |                                            |                                            |
|  | Edge                                                            | Edge                                                            | 16:15                                                           |  |  |                                                           |                                                           |                                                           |  |  |                                            |                                            |                                            |
|  | Edge                                                            | Edge                                                            | 16:15                                                           |  |  |                                                           |                                                           |                                                           |  |  |                                            |                                            |                                            |
|  | Rey Mysterio                                                    | Rey Mysterio                                                    | —                                                               |  |  | AJ Styles                                                 | AJ Styles                                                 | Pin                                                       |  |  |                                            |                                            |                                            |
|  | Rey Mysterio                                                    | Rey Mysterio                                                    | —                                                               |  |  | AJ Styles                                                 | AJ Styles                                                 | Pin                                                       |  |  |                                            |                                            |                                            |
|  | SmackDown                                                       | SmackDown                                                       | SmackDown                                                       |  |  | Bobby Lashley                                             | Bobby Lashley                                             | 12:05                                                     |  |  |                                            |                                            |                                            |
|  | SmackDown                                                       | SmackDown                                                       | SmackDown                                                       |  |  | Bobby Lashley                                             | Bobby Lashley                                             | 12:05                                                     |  |  |                                            |                                            |                                            |
|  | Austin Theory                                                   | Austin Theory                                                   | 13:10                                                           |  |  |                                                           |                                                           |                                                           |  |  |                                            |                                            |                                            |
|  | Austin Theory                                                   | Austin Theory                                                   | 13:10                                                           |  |  |                                                           |                                                           |                                                           |  |  |                                            |                                            |                                            |
|  | Bobby Lashley                                                   | Bobby Lashley                                                   | Pin                                                             |  |  |                                                           |                                                           |                                                           |  |  |                                            |                                            |                                            |
|  | Bobby Lashley                                                   | Bobby Lashley                                                   | Pin                                                             |  |  |                                                           |                                                           |                                                           |  |  |                                            |                                            |                                            |
|  | Sheamus                                                         | Sheamus                                                         | —                                                               |  |  |                                                           |                                                           |                                                           |  |  |                                            |                                            |                                            |
|  | Sheamus                                                         | Sheamus                                                         | —                                                               |  |  |                                                           |                                                           |                                                           |  |  |                                            |                                            |                                            |

## Albo d'oro
| # | Campione      | Regno | Data           | Giorni | Località                    | Evento             | Note                                                                               | Fonti  |
| - | ------------- | ----- | -------------- | ------ | --------------------------- | ------------------ | ---------------------------------------------------------------------------------- | ------ |
| 1 | Seth Rollins  | 1     | 27 maggio 2023 | 316    | Gedda                       | Night of Champions | Rollins sconfisse AJ Styles nella finale del torneo per l'assegnazione del titolo. | [ 4 ]  |
| 2 | Drew McIntyre | 1     | 7 aprile 2024  | <1     | Filadelfia, Pennsylvania    | WrestleMania XL    |                                                                                    | [ 10 ] |
| 3 | Damian Priest | 1     | 7 aprile 2024  | 118    | Filadelfia, Pennsylvania    | WrestleMania XL    | Priest incassò il Money in the Bank.                                               | [ 10 ] |
| 4 | Gunther       | 1     | 3 agosto 2024  | 259    | Cleveland, Ohio             | SummerSlam         |                                                                                    | [ 11 ] |
| 5 | Jey Uso       | 1     | 19 aprile 2025 | 51     | Paradise, Nevada            | WrestleMania 41    |                                                                                    | [ 12 ] |
| 6 | Gunther       | 2     | 9 giugno 2025  | 54     | Phoenix, Arizona            | Raw                |                                                                                    | [ 13 ] |
| 7 | CM Punk       | 1     | 2 agosto 2025  | <1     | East Rutherford, New Jersey | SummerSlam         |                                                                                    | [ 14 ] |
| 8 | Seth Rollins  | 2     | 2 agosto 2025  | 1      | East Rutherford, New Jersey | SummerSlam         | Rollins incassò il Money in the Bank.                                              | [ 14 ] |